# Mortero de 220 mm modelo 1880
El mortero de 220 mm L modelo 1880 fue una serie de piezas de artillería pesada diseñadas por el coronel Charles Ragon de Bange.

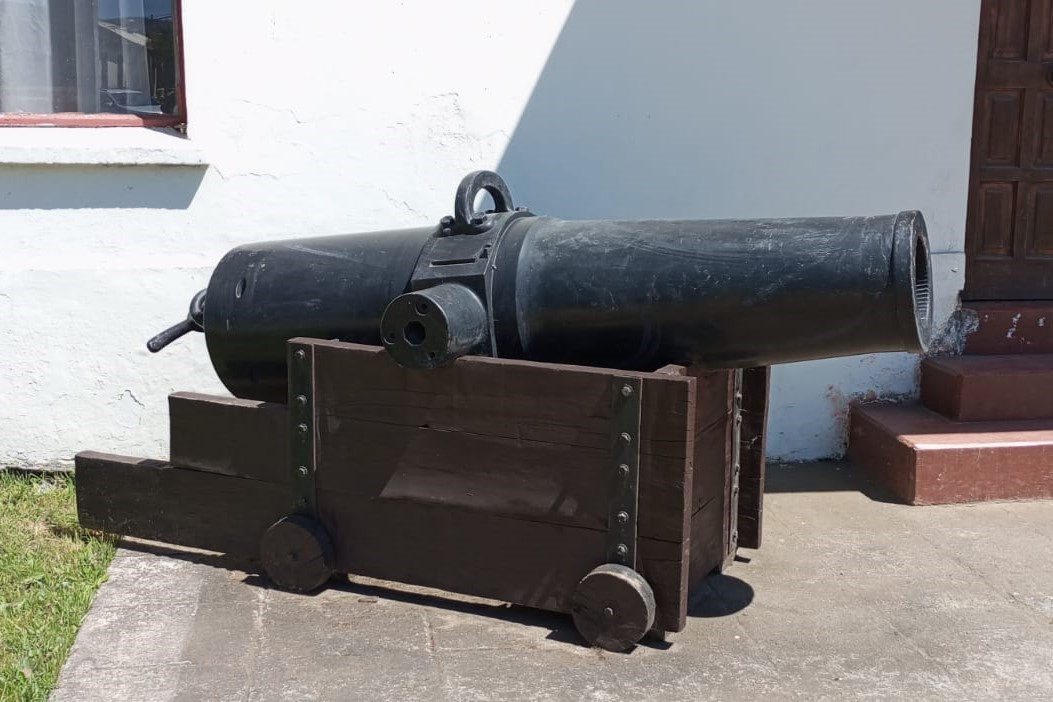
Mortero de Asedio M. de 220 M le 1880 correspondiente al N.°168. Se encuentra como pieza de museo en la Compañía Logística y Administrativa N.°4 "Concepción" del Ejército de Chile. Ciudad: Concepción

## Historia
El 11 de mayo de 1874, tres cañones pesados de Bange (120 mm, 155 mm, 240 mm ) y dos morteros (220 mm, 270 mm ) fueron ordenados por el ejército francés . El modelo 1880 era avanzado para su tiempo debido a que estaba construido completamente de acero en lugar de un revestimiento de acero y aros de refuerzo de hierro fundido del anterior Cañón de 240 mm C modelo 1870-87.
Aunque la mayoría de los combatientes contaban con artillería de campaña pesada antes del estallido de la Primera Guerra Mundial, ninguno tenía una cantidad adecuada de cañones pesados en servicio, ni habían previsto la creciente importancia de la artillería pesada una vez que el Frente Occidental se estancó y comenzó la guerra de trincheras . Para suplir el desabastecimiento, se registraron fortalezas, armerías, fortificaciones costeras y museos en busca de artillería pesada para enviarlas hacia el frente. Se tuvieron que construir vagones adecuados de campaña y de ferrocarril para estos cañones, en un esfuerzo para proporcionar a sus fuerzas, la artillería de campaña pesada necesaria para superar trincheras y fortificaciones de hormigón endurecido. 

## Variantes

### Modelo 1880
El modelo 1880 era un mortero con retrocarga, con obturador de Bange, que utilizaba cargas embolsadas y proyectiles separados . El modelo 1880 fue construido originalmente sin mecanismo de retroceso. Para moverlo, el afuste necesitaba ser colocado en posición antes y después de cada disparo. Para el transporte, el modelo 1880 podía dividirse en dos vagones de carga (cañón y afuste) para ser remolcados por dos equipos de caballos. Los morteros también podrían ser transportados en vagones de vía estrecha (600 mm) para el tramo final hasta sus posiciones de tiro. Estas vías también se utilizaron para reposicionar los morteros y llevar su munición y suministros.[1] La preparación del sitio incluyó la creación de una plataforma de tiro hecha de vigas de madera sobre un terreno blando. Al estallar la Primera Guerra Mundial, se estima que había 300 modelo 1880 disponibles.

### Modelo 1880/91
Un programa de modificación en 1891 proporcionó al modelo 1880 un afuste con un mecanismo de retroceso hidráulico con desplazamiento limitado. El nuevo afuste era similar al utilizado en el Mortero de 270 mm modelo 1885 . Los 130 morteros modificados fueron designados como modelo 1880/1891 y consistían en una cuna de cañón en forma de U que sostenía el cañón articulado y una plataforma de disparo ligeramente inclinada con topes hidráulicos. Cuando el arma disparaba, el amortiguador hidráulico desaceleraba el retroceso de la cuna, que se deslizaba por un conjunto de rieles inclinados en la plataforma de disparo y luego regresaba a su posición por la acción combinada de los amortiguadores y la gravedad.  Para su transporte se podía dividir en tres cargas para ser remolcadas por equipos de caballos o por tractores de artillería. La preparación del terreno consistió en crear una plataforma de tiro con vigas de madera. Sin embargo, una desventaja de la modernización del afuste fue que el peso combinado se había duplicado, lo que hizo que el transporte y la instalación fueran más difíciles. 

### Modelo 1880 ACS
El Mortero de 220 mm L modelo 1880 fue un mortero pesado francés empleado como artillería de asedio durante la Primera Guerra Mundial . En un esfuerzo por mejorar la movilidad del modelo 1880, se dotaron a 100 morteros de carros de seis ruedas llamados Affût de Circonstance Schneider (ACS) . Los vagones estaban construidos de acero con un eje de dos ruedas en la parte delantera y un eje de cuatro ruedas en la parte trasera. El lecho del ACS formaba la base del mortero y tenía el mismo sistema de retroceso que el anterior modelo 1880/91. Una vez en posición, las ruedas se podían retraer y el mortero reposar sobre su base. La ventaja de este sistema era su movilidad y el reducido tiempo de instalación. La desventaja era su excesivo peso, que sólo podía ser remolcado por tractores de artillería y no era adecuado para su uso en terrenos blandos.
El 220 mle 1880 ACS entró en servicio en junio de 1917 con la artillerie lourde à tracteurs (artillería pesada motorizada). En agosto de 1918, todos ellos habían sido reemplazados por cañones TR MLE 1915/1916 de 220 mm . Los morteros restantes fueron utilizados por la artillería a pie hasta noviembre de 1918. 

## Armas de rendimiento y época comparables
- Mortero de 210/8 DS : un mortero italiano comparable.
- 21 cm Mörser 10 : un mortero alemán comparable.